# Расејавање плодова и семена
Расејавање плодова и семена - расејавање плодова и семена на извесну даљину од биљке обезбеђује опстанак врсте и њену експанзију у простору. Због расејавања, постоје разне прилагођености у грађи плодова, као и разни други фактори који потпомажу расејавање плодова и семена.
Због неких специфичности у анатомској грађи, код неких биљака зрели плодови се отварају нагло ( промене тургора и сл.) и на тај начин избацују семе на извесну  даљину од биљке ( Ecbalium elaterium, Geranium, Impatiens noli-tangere и др.) Такво расејавање семена, у коме учествује биљка, назива се аутохорија.

## Фактори који утичу на расејавање семена и плодова
- ветар (ваздушне струје)
- вода
- животиње
- човек

### Расејавање плодова и семена помоћу ветра
Ова врста расејавања се назива анемохорија. Код ових биљака је семе обично ситно (лакше лебди у ваздуху), а плодови и семена су често снабдевени разним додацима (длакама, крилатим израштајима, папус код многих главичарки и др.)

### Расејавање плодова и семена помоћу воде
Вода учествује у разношењу семена и плодова многих водених обалских бињака. Расејавање плодова и семена помоћу воде означава се као хидрохорија. Код плодова и семена хидрохорних биљака често се  јављају разни додаци, на пример мехурови испуњени ваздухом, што им омогућује лакше лебдење у води.

### Расејавање плодова и семена помоћу животиња
Други назив за ово расејавање јесте зоохорија. У оквиру зоохорије јављају се два случаја: 
- Епизоохорично разношење - плодови и семена се закаче или залепе споља за животиње. Плодови код епизоохоричних биљака често имају додатке помоћу којих се лако прикаче за тело животиња (Bidens, Arctium и др.)
- Ендозоохорично расношење - животиње једу плодове и семе пролази кроз њихов цревни тракт. После избацивања из животиње, семе задржава своју клијавост и даље се развија у нову биљку. Ендозоохоричне биљке често имају сочне, меснате плодове, те их животиње радо једу.

### Расејавање плодова и семена помоћу човека
Човек има посебну улогу у распростирању плодова и семена, а овај тип расејавања се другачије назива антропохорија. У првом реду је човеково деловање у распростирању културних биљака. Било која важније културна биљка која се развила на једном континенту, уз помоћ човека пренета је и у друге крајеве света.